# Hirtstein (Gemeinde)
Hirtstein lautete die Bezeichnung einer aus den bis dahin eigenständigen Gemeinden Rübenau, Reitzenhain, Kühnhaide und Satzung neu gebildeten Gemeinde. Verwaltungssitz war Reitzenhain, namensgebend war der auf dem Gemeindegebiet liegende 890 m ü. NN hohe Hirtstein.
Der Zusammenschluss der genannten Gemeinden wurde zum 1. Januar 1994 vollzogen. Mit der am 24. Juni 2002 vereinbarten Eingliederung der Gemeinde in die Stadt Marienberg wurde Hirtstein am 1. Januar 2003 aufgelöst – Rübenau, Reitzenhain, Kühnhaide und Satzung wurden Ortsteile der Stadt Marienberg.
Vom 1. Januar 2000 bis zur Eingliederung gehörte Hirtstein der Verwaltungsgemeinschaft Marienberg an.

## Bürgermeister
- 1994–2001: Matthias Ullmann